# Kung Chau
Kung Chau (kinesiska: 弓洲) är öar i Hongkong (Kina). De ligger i den nordöstra delen av Hongkong.